# Championnat de France de rugby à XV de 2e division 2015-2016
Navigation
Pro D2 2014-2015 Pro D2 2016-2017
Le championnat de France de rugby à XV de 2e division 2015-2016 ou Pro D2 2015-2016 se déroule du 22-23 août 2015 au 5 juin 2016. La compétition se divise en deux phases, une phase régulière en aller-retour où l'on détermine le vainqueur, puis une phase de barrage dite play-off pour déterminer le second promu en Top 14, entre le deuxième et le cinquième. Les deux derniers sont relégués en Fédérale 1.
Cette saison, le Lyon OU et l'Aviron bayonnais disputent la compétition, ayant été relégués du Top 14. Le Lille MR et le Pays d'Aix RC, finalistes de la Fédérale 1, sont promus pour disputer cette saison de Pro D2, mais le LMR est finalement maintenu en 1re division fédérale pour la saison 2015-2016 par la DNACG, ce qui entraîne le repêchage de l'US Dax.

## Règlement
Seize équipes participent au championnat Pro D2. L'équipe terminant 1re accède au Top 14. Les équipes classées 2e, 3e, 4e et 5e disputent des demi-finales qualificatives pour la montée en Top 14. L'équipe classée 2e reçoit celle classée 5e, et celle classée 3e accueille celle classée 4e pour les demi-finales. Les deux vainqueurs des demi-finales se rencontrent sur terrain neutre pour la finale. Le vainqueur de cette finale accède au Top 14. Les équipes classées 15e et 16e sont reléguées en division inférieure.

## Liste des équipes en compétition
| Aviron bayonnais SC Albi Stade aurillacois AS Béziers Biarritz olympique CS Bourgoin-Jallieu US · Carcassonne Colomiers rugby US Dax Provence rugby Stade montois US Montauban RC Narbonne Lyon OU USA Perpignan Tarbes · Pyrénées |

| Club                | Budget 2015-16 en millions d'euros | Classement en 2014-15 | Entraîneur                                                                  | Stade                          | Capacité |
| ------------------- | ---------------------------------- | --------------------- | --------------------------------------------------------------------------- | ------------------------------ | -------- |
| Aviron bayonnais    | 11,3                               | 13 (Top 14)           | Vincent Etcheto Dewald Senekal                                              | Stade Jean-Dauger              | 16 934   |
| SC Albi             | 5,8                                | 5                     | Mauricio Reggiardo Jean-Christophe Bacca Rémy Ladauge Benjamin Bagate       | Stadium municipal              | 12 058   |
| Stade aurillacois   | 4,52                               | 6                     | Jeremy Davidson Thierry Peuchlestrade                                       | Stade Jean-Alric               | 10 000   |
| AS Béziers          | 6,3                                | 11                    | Christophe Hamacek Manny Edmonds                                            | Stade de la Méditerranée       | 18 555   |
| Biarritz olympique  | 10,7                               | 7                     | Eddie O'Sullivan puis David Darricarrère Benoit August Pierre Chadebech     | Parc des sports d'Aguiléra     | 15 000   |
| CS Bourgoin-Jallieu | 4,42                               | 13                    | Serge Laïrle Alexandre Péclier                                              | Stade Pierre-Rajon             | 9 441    |
| US Carcassonne      | 4,35                               | 9                     | Christian Gajan Philippe Guicherd Alexandre Jaffrès                         | Stade Albert-Domec             | 10 000   |
| Colomiers rugby     | 5,55                               | 8                     | Bernard Goutta Philippe Filiatre                                            | Stade Michel-Bendichou         | 11 000   |
| US Dax              | 5                                  | 15                    | Patrick Furet Raphaël Saint-André                                           | Stade Maurice-Boyau            | 16 170   |
| Lyon OU             | 19,6                               | 14 (Top 14)           | Pierre Mignoni Sébastien Bruno David Ellis                                  | Matmut Stadium                 | 11 805   |
| Stade montois       | 5,91                               | 2                     | Christophe Laussucq David Auradou                                           | Stade Guy-Boniface             | 10 000   |
| US Montauban        | 5,06                               | 10                    | Xavier Péméja Philippe Mothe Pierre-Philippe Lafond                         | Stade Sapiac                   | 12 600   |
| RC Narbonne         | 4,45                               | 14                    | Justin Harrison Chris Whitaker                                              | Parc des sports et de l'amitié | 12 000   |
| USA Perpignan       | 11,65                              | 3                     | Grégory Patat puis Philippe Benetton François Gelez                         | Stade Aimé-Giral               | 14 593   |
| Provence rugby      | 5,65                               | 1 (Fédérale 1)        | Christian Labit Franck Comba puis Marc Delpoux Patrick Pézery Gerard Fraser | Stade Maurice-David            | 4 000    |
| Tarbes Pyrénées     | 5,21                               | 12                    | Frédéric Garcia Nicolas Nadau                                               | Stade Maurice-Trélut           | 15 000   |

## Résumé des résultats

### Classement de la saison régulière
| Rang | Club                 | J  | V  | N | D  | Bo | Bd | Pm  | Pe  | Diff | Pts |
| ---- | -------------------- | -- | -- | - | -- | -- | -- | --- | --- | ---- | --- |
| 1    | Lyon OU (R)          | 30 | 25 | 0 | 5  | 13 | 4  | 971 | 493 | +478 | 117 |
| 2    | Aviron bayonnais (R) | 30 | 19 | 1 | 10 | 4  | 4  | 658 | 602 | +56  | 86  |
| 3    | Stade aurillacois    | 30 | 18 | 0 | 12 | 7  | 2  | 724 | 613 | +111 | 81  |
| 4    | Stade montois        | 30 | 17 | 1 | 12 | 5  | 3  | 655 | 611 | +44  | 78  |
| 5    | Colomiers Rugby      | 30 | 16 | 3 | 11 | 4  | 4  | 629 | 590 | +39  | 78  |
| 6    | AS Béziers           | 30 | 17 | 1 | 12 | 4  | 3  | 745 | 662 | +83  | 77  |
| 7    | USA Perpignan        | 30 | 15 | 1 | 14 | 5  | 6  | 676 | 615 | +61  | 73  |
| 8    | Biarritz olympique   | 30 | 14 | 0 | 16 | 3  | 5  | 674 | 656 | +18  | 64  |
| 9    | CS Bourgoin-Jallieu  | 30 | 12 | 0 | 18 | 5  | 9  | 595 | 642 | -47  | 62  |
| 10   | SC Albi              | 30 | 13 | 2 | 15 | 2  | 4  | 591 | 643 | -52  | 62  |
| 11   | RC Narbonne          | 30 | 13 | 0 | 17 | 2  | 6  | 602 | 653 | -51  | 60  |
| 12   | US Montauban         | 30 | 12 | 0 | 18 | 1  | 9  | 570 | 624 | -54  | 58  |
| 13   | Tarbes PR            | 30 | 13 | 0 | 17 | 0  | 9  | 543 | 630 | -87  | 53¹ |
| 14   | US Carcassonne       | 30 | 11 | 0 | 19 | 0  | 5  | 484 | 741 | -257 | 49  |
| 15   | US Dax               | 30 | 10 | 1 | 19 | 1  | 5  | 538 | 713 | -175 | 48  |
| 16   | Provence Rugby (P)   | 30 | 10 | 0 | 20 | 1  | 5  | 549 | 716 | -167 | 46  |

¹ Le 26 mai 2016, le conseil supérieur de la DNACG décide de prononcer la rétrogradation pour raisons financières en championnat de Fédérale 1, du Biarritz olympique Pays basque, du CS Bourgoin-Jallieu rugby et du RC Narbonne Méditerranée. Ces clubs disposent d'un délai de 10 jours pour faire appel de cette décision,.

¹ À l'issue de la 9e journée du championnat, le Tarbes Pyrénées se voit infliger quinze points de pénalité de la part de la DNACG, dont cinq pour « forte dégradation de la situation du club sur la saison » et dix pour « présentation de documents falsifiés ». Ce retrait s'additionne à une rétrogradation sportive par rapport à la division dans laquelle le club sera qualifié à l'issue de la saison 2015-2016. Les sanctions sont réduites en appel devant la FFR le 25 janvier, après la 16e journée : le retrait de quinze points est abaissé à huit ; néanmoins, la rétrogradation sportive est confirmée.
En raison de problèmes financiers du Lille Métropole rugby, la DNACG avait refusé au club la montée en Pro D2 pour la saison 2015-2016. Lille est donc resté en Fédérale 1 pour cette même saison. Pour cette raison, l'US Dax a ainsi été repêchée en Pro D2 pour la saison 2015-2016.
L'US Dax est une nouvelle fois repêchée à l'issue de cette saison 2015-2016 de Pro D2 à la suite de la relégation administrative du club de Tarbes en Fédérale 1 pour la saison 2016-2017.
|  | Champion de France de Pro D2, promu en Top 14 (no 1).                                                                   |
|  | Participation aux phases finales de barrage pour déterminer le vice-champion, promu en Top 14 (no 2, no 3, no 4, no 5). |
|  | Relégation en Fédérale 1.                                                                                               |
|  | R : relégués 2015 • P : promus 2015                                                                                     |

Attribution des points : victoire sur tapis vert : 5, victoire : 4, match nul : 2, défaite : 0, forfait : -2 ; plus les bonus (offensif : 3 essais de plus que l'adversaire ; défensif : défaite par 5 points d'écart ou moins; les deux bonus peuvent se cumuler: ainsi une équipe qui perdrait 21-24 en ayant inscrit trois essais tandis que le vainqueur a marqué 8 pénalité marquerait deux points).
Règles de classement : 1. points terrain (bonus compris) ; 2. points terrain obtenus dans les matches entre équipes concernées ; 3. différence de points dans les matches entre équipes concernées ; 4. différence entre essais marqués et concédés dans les matches entre équipes concernées ; 5. différence de points générale ; 6. différence entre essais marqués et concédés ; 7. nombre de points marqués ; 8. nombre d'essais marqués ; 9. nombre de forfaits n'ayant pas entraîné de forfait général ; 10. place la saison précédente.

### Barrages d'accession en Top 14
|  | Demi-finales                                      | Demi-finales                                      |             |    | Finale                                             | Finale                                             |
|  | Demi-finales                                      | Demi-finales                                      |             |    | Finale                                             | Finale                                             |
|  |                                                   |                                                   |             |    |                                                    |                                                    |
|  | 29 mai 2016 à 14h00 au Stade Jean Dauger, Bayonne | 29 mai 2016 à 14h00 au Stade Jean Dauger, Bayonne |             |    | 4 juin 2016 16h00 au Stade Ernest-Wallon, Toulouse | 4 juin 2016 16h00 au Stade Ernest-Wallon, Toulouse |
|  | 29 mai 2016 à 14h00 au Stade Jean Dauger, Bayonne | 29 mai 2016 à 14h00 au Stade Jean Dauger, Bayonne |             |    | 4 juin 2016 16h00 au Stade Ernest-Wallon, Toulouse | 4 juin 2016 16h00 au Stade Ernest-Wallon, Toulouse |
|  | [2] Bayonne                                       | 28                                                |             |    | 4 juin 2016 16h00 au Stade Ernest-Wallon, Toulouse | 4 juin 2016 16h00 au Stade Ernest-Wallon, Toulouse |
|  | [2] Bayonne                                       | 28                                                |             |    | 4 juin 2016 16h00 au Stade Ernest-Wallon, Toulouse | 4 juin 2016 16h00 au Stade Ernest-Wallon, Toulouse |
|  | [5] Colomiers                                     | 16                                                |             |    | 4 juin 2016 16h00 au Stade Ernest-Wallon, Toulouse | 4 juin 2016 16h00 au Stade Ernest-Wallon, Toulouse |
|  | [5] Colomiers                                     | 16                                                | [2] Bayonne | 21 |                                                    |                                                    |
|  | 28 mai 2016 à 18h00 au Stade Jean Alric, Aurillac |                                                   | [2] Bayonne | 21 |                                                    |                                                    |
|  |                                                   | [3] Aurillac                                      | 16          |    |                                                    |                                                    |
|  | [3] Aurillac                                      | [3] Aurillac                                      | 16          | 28 |                                                    |                                                    |
|  | [3] Aurillac                                      |                                                   |             | 28 |                                                    |                                                    |
|  | [4] Mont-de-Marsan                                | 13                                                |             |    |                                                    |                                                    |
|  | [4] Mont-de-Marsan                                | 13                                                |             |    |                                                    |                                                    |

## Résultats détaillés

### Phase régulière

#### Tableau synthétique des résultats
L'équipe qui reçoit est indiquée dans la colonne de gauche.
| Clubs               | SCA   | AUR   | BAY   | BEZ   | BIA   | BOU   | CAR   | COL   | DAX   | LOU   | SM    | USM   | NAR   | PER   | PRO   | TAR   |
| ------------------- | ----- | ----- | ----- | ----- | ----- | ----- | ----- | ----- | ----- | ----- | ----- | ----- | ----- | ----- | ----- | ----- |
| SC Albi             |       | 30-17 | 23-28 | 16-16 | 30-13 | 17-41 | 37-15 | 18-17 | 33-14 | 19-28 | 19-27 | 10-16 | 26-10 | 23-19 | 23-19 | 37-36 |
| Stade aurillacois   | 15-13 |       | 23-10 | 24-10 | 24-16 | 44-20 | 42-14 | 40-10 | 29-15 | 23-21 | 29-15 | 18-15 | 45-7  | 19-6  | 30-17 | 39-14 |
| Aviron bayonnais    | 48-26 | 13-12 |       | 44-15 | 32-25 | 36-14 | 14-9  | 16-15 | 17-13 | 11-15 | 23-17 | 27-9  | 28-21 | 17-14 | 23-18 | 28-10 |
| AS Béziers          | 27-8  | 54-40 | 36-12 |       | 25-26 | 46-0  | 54-15 | 26-17 | 24-35 | 23-28 | 36-23 | 38-17 | 18-13 | 27-22 | 23-12 | 24-19 |
| Biarritz olympique  | 9-20  | 25-28 | 13-16 | 21-15 |       | 26-25 | 44-16 | 26-3  | 28-13 | 16-19 | 44-8  | 38-23 | 25-20 | 27-21 | 32-28 | 20-10 |
| CS Bourgoin-Jallieu | 19-22 | 25-22 | 18-20 | 19-22 | 21-14 |       | 28-6  | 29-12 | 34-13 | 13-17 | 27-10 | 27-20 | 23-7  | 16-20 | 33-12 | 50-19 |
| US Carcassonne      | 12-13 | 24-3  | 22-32 | 18-17 | 32-27 | 15-13 |       | 15-22 | 30-20 | 26-38 | 22-12 | 21-17 | 26-20 | 9-38  | 13-3  | 6-9   |
| Colomiers rugby     | 26-16 | 21-3  | 28-28 | 10-14 | 20-19 | 42-0  | 31-9  |       | 29-9  | 27-16 | 12-12 | 25-20 | 19-16 | 41-16 | 27-19 | 19-16 |
| US Dax              | 12-12 | 26-18 | 31-28 | 18-20 | 10-15 | 25-13 | 15-20 | 6-29  |       | 26-33 | 16-40 | 21-17 | 21-16 | 20-7  | 26-19 | 15-20 |
| Lyon OU             | 34-17 | 38-3  | 29-27 | 38-17 | 61-31 | 30-19 | 47-11 | 45-7  | 42-7  |       | 40-15 | 44-14 | 36-10 | 40-19 | 36-12 | 46-6  |
| Stade montois       | 27-9  | 36-18 | 38-15 | 41-21 | 23-17 | 26-15 | 39-10 | 33-20 | 26-10 | 18-22 |       | 16-13 | 17-11 | 27-22 | 20-18 | 21-19 |
| US Montauban        | 20-9  | 5-31  | 29-3  | 13-22 | 20-9  | 14-9  | 12-3  | 20-23 | 20-26 | 17-23 | 16-14 |       | 34-20 | 28-25 | 20-10 | 35-24 |
| RC Narbonne         | 29-21 | 32-30 | 20-27 | 30-21 | 20-26 | 18-13 | 15-12 | 34-6  | 20-12 | 21-20 | 22-12 | 26-24 |       | 41-8  | 36-18 | 19-22 |
| USA Perpignan       | 18-13 | 34-19 | 23-10 | 47-13 | 29-18 | 25-6  | 40-14 | 23-23 | 36-28 | 20-16 | 14-9  | 13-20 | 28-10 |       | 31-17 | 21-16 |
| Provence rugby      | 19-15 | 30-16 | 17-15 | 17-31 | 22-11 | 29-6  | 17-16 | 15-22 | 23-29 | 8-60  | 18-20 | 29-27 | 19-18 | 30-21 |       | 24-8  |
| Tarbes Pyrénées     | 12-16 | 17-20 | 19-10 | 19-10 | 22-13 | 13-19 | 22-23 | 31-26 | 15-6  | 10-9  | 33-13 | 20-15 | 16-20 | 18-16 | 28-10 |       |

|  | Victoire à domicile |  | Match nul |  | Défaite à domicile |

#### Détails des résultats
Les points marqués par chaque équipe sont inscrits dans les colonnes centrales (3-4) alors que les essais marqués sont donnés dans les colonnes latérales (1-6). Les points de bonus sont symbolisés par une bordure bleue pour les bonus offensifs (trois essais de plus que l'adversaire), orange pour les bonus défensifs (défaite par moins de cinq points d'écart), rouge si les deux bonus sont cumulés.

#### Évolution du classement
| Club                | 1  | 2  | 3  | 4  | 5  | 6  | 7  | 8  | 9   | 10 | 11 | 12 | 13 | 14 | 15 | 16 | 17  | 18 | 19 | 20 | 21 | 22 | 23 | 24 | 25 | 26 | 27 | 28 | 29 | 30 |
| ------------------- | -- | -- | -- | -- | -- | -- | -- | -- | --- | -- | -- | -- | -- | -- | -- | -- | --- | -- | -- | -- | -- | -- | -- | -- | -- | -- | -- | -- | -- | -- |
| SC Albi             | 11 | 6  | 4  | 6  | 8  | 5  | 5  | 5  | 7   | 8  | 6  | 7  | 7  | 7  | 5  | 5  | 7   | 8  | 6  | 6  | 7  | 8  | 7  | 7  | 9  | 10 | 10 | 11 | 9  | 10 |
| Stade aurillacois   | 7  | 1  | 1  | 1  | 2  | 3  | 2  | 2  | 2   | 2  | 3  | 4  | 4  | 4  | 4  | 4  | 4   | 5  | 4  | 4  | 4  | 3  | 3  | 3  | 3  | 3  | 3  | 3  | 4  | 3  |
| Aviron bayonnais    | 5  | 4  | 3  | 3  | 3  | 6  | 3  | 3  | 3   | 3  | 2  | 2  | 2  | 2  | 3  | 3  | 2   | 2  | 2  | 2  | 2  | 2  | 2  | 2  | 2  | 2  | 2  | 2  | 2  | 2  |
| AS Béziers          | 2  | 2  | 5  | 5  | 5  | 4  | 6  | 6  | 4   | 4  | 4  | 3  | 3  | 3  | 2  | 2  | 3   | 3  | 3  | 3  | 3  | 4  | 4  | 4  | 4  | 5  | 7  | 7  | 7  | 6  |
| Biarritz olympique  | 10 | 13 | 15 | 16 | 16 | 16 | 16 | 16 | 15  | 13 | 13 | 11 | 13 | 13 | 12 | 12 | 13  | 13 | 13 | 12 | 12 | 11 | 12 | 11 | 10 | 11 | 8  | 8  | 8  | 8  |
| CS Bourgoin-Jallieu | 14 | 12 | 13 | 15 | 15 | 15 | 14 | 15 | 11  | 11 | 12 | 9  | 11 | 9  | 10 | 11 | 12  | 11 | 10 | 11 | 11 | 9  | 10 | 10 | 8  | 9  | 11 | 10 | 12 | 9  |
| US Carcassonne      | 8  | 10 | 12 | 10 | 12 | 14 | 15 | 14 | 12  | 12 | 11 | 13 | 10 | 12 | 13 | 13 | 11  | 12 | 12 | 13 | 13 | 14 | 14 | 14 | 14 | 14 | 14 | 14 | 14 | 14 |
| Colomiers rugby     | 6  | 8  | 6  | 9  | 9  | 7  | 7  | 8  | 9   | 7  | 5  | 5  | 6  | 6  | 7  | 6  | 6   | 4  | 5  | 5  | 6  | 6  | 6  | 6  | 6  | 7  | 6  | 5  | 5  | 5  |
| US Dax              | 13 | 15 | 11 | 12 | 10 | 12 | 12 | 12 | 13  | 14 | 14 | 14 | 14 | 14 | 14 | 14 | 15  | 16 | 15 | 15 | 14 | 15 | 15 | 15 | 15 | 15 | 15 | 15 | 15 | 15 |
| Lyon OU             | 3  | 3  | 2  | 2  | 1  | 1  | 1  | 1  | 1   | 1  | 1  | 1  | 1  | 1  | 1  | 1  | 1   | 1  | 1  | 1  | 1  | 1  | 1  | 1  | 1  | 1  | 1  | 1  | 1  | 1  |
| Stade montois       | 15 | 14 | 14 | 11 | 13 | 10 | 8  | 10 | 8   | 9  | 10 | 10 | 12 | 10 | 11 | 9  | 10  | 9  | 11 | 9  | 9  | 8  | 8  | 8  | 7  | 6  | 4  | 4  | 3  | 4  |
| US Montauban        | 12 | 5  | 10 | 13 | 11 | 11 | 10 | 9  | 6   | 6  | 9  | 12 | 8  | 11 | 8  | 10 | 9   | 10 | 9  | 10 | 10 | 10 | 9  | 9  | 11 | 8  | 9  | 9  | 11 | 12 |
| RC Narbonne         | 1  | 9  | 8  | 7  | 6  | 9  | 9  | 7  | 10  | 10 | 7  | 8  | 9  | 8  | 9  | 8  | 8   | 7  | 8  | 8  | 8  | 12 | 11 | 12 | 12 | 12 | 12 | 12 | 10 | 11 |
| USA Perpignan       | 4  | 7  | 7  | 4  | 4  | 2  | 4  | 4  | 5   | 5  | 8  | 6  | 5  | 5  | 6  | 7  | 5   | 6  | 7  | 7  | 5  | 5  | 5  | 5  | 5  | 4  | 5  | 6  | 6  | 7  |
| Provence rugby      | 16 | 16 | 16 | 14 | 14 | 13 | 13 | 13 | 14  | 15 | 15 | 15 | 15 | 15 | 15 | 15 | 16  | 15 | 16 | 16 | 16 | 16 | 16 | 16 | 16 | 16 | 16 | 16 | 16 | 16 |
| Tarbes Pyrénées     | 9  | 11 | 9  | 8  | 7  | 8  | 11 | 11 | 16¹ | 16 | 16 | 16 | 16 | 16 | 16 | 16 | 14² | 14 | 14 | 14 | 15 | 13 | 13 | 13 | 13 | 13 | 13 | 13 | 13 | 13 |

|  | Leader |  | Qualifiés pour les phases finales |  | Relégables |

¹ Le mardi 24 novembre 2015, le Tarbes Pyrénées se voit infliger quinze points de pénalité de la part de la DNACG, dont cinq pour « forte dégradation de la situation du club sur la saison » et dix pour « présentation de documents falsifiés ». Ce retrait s'additionne à une rétrogradation sportive par rapport à la division dans laquelle le club sera qualifié à l'issue de la saison 2015-2016.

² Le mardi 25 janvier 2016, la fédération française de rugby réduit la sanction de 15 points à 8 points en appel mais confirme la rétrogradation sportive.

#### Meilleurs réalisateurs
| Rang | Joueur                  | Club                | Poste            | Points | Essais | Transf. | Pén. | Drops |
| ---- | ----------------------- | ------------------- | ---------------- | ------ | ------ | ------- | ---- | ----- |
| 1    | Maxime Petitjean        | Stade aurillacois   | Demi d'ouverture | 352    | 1      | 52      | 82   | 3     |
| 2    | Lachie Munro            | AS Béziers          | Demi d'ouverture | 273    | 4      | 47      | 52   | 1     |
| 3    | Maxime Lucu             | Biarritz Olympique  | Demi de mêlée    | 267    | 5      | 34      | 57   | 1     |
| 4    | Jonathan Bousquet       | USA Perpignan       | Ailier/Arrière   | 254    | 1      | 24      | 67   | 0     |
| 5    | Jérôme Bosviel          | CS Bourgoin-Jallieu | Demi d'ouverture | 228    | 7      | 35      | 40   | 1     |
| 6    | Emmanuel Saubusse       | Stade montois       | Demi de mêlée    | 211    | 3      | 26      | 48   | 0     |
| 7    | Antoine Lescalmel       | US Montauban        | Demi d'ouverture | 210    | 0      | 24      | 53   | 1     |
| 8    | Raphaël Lagarde         | SC Albi             | Demi d'ouverture | 203    | 3      | 25      | 44   | 3     |
| -    | Sebastián Poet          | Tarbes Pyrénées     | Demi d'ouverture | 203    | 3      | 16      | 52   | 0     |
| 10   | Jacques-Louis Potgieter | Lyon OU             | Demi d'ouverture | 193    | 1      | 37      | 37   | 1     |

#### Meilleurs marqueurs
| Rang | Joueur             | Club               | Poste  | Essais |
| ---- | ------------------ | ------------------ | ------ | ------ |
| 1    | Toby Arnold        | Lyon OU            | Ailier | 16     |
| 2    | Napolioni Nalaga   | Lyon OU            | Ailier | 14     |
| 3    | Thibaut Regard     | Lyon OU            | Ailier | 13     |
| 4    | Rodney Davies      | Biarritz olympique | Ailier | 10     |
| 5    | Yan Ruel-Gallay    | US Montauban       | Ailier | 10     |
| -    | Venione Voretamaya | Colomiers rugby    | Ailier | 10     |
| 7    | Takudzwa Ngwenya   | Biarritz olympique | Ailier | 9      |
| -    | Vilikisa Salawa    | Mont-de-Marsan     | Ailier | 9      |